# Rutgers Scarlet Knights
Rutgers Scarlet Knights – nazwa drużyn sportowych Rutgers University, biorących udział w akademickich rozgrywkach Big Ten Conference, organizowanych przez National Collegiate Athletic Association. 

## Sekcje sportowe uczelni

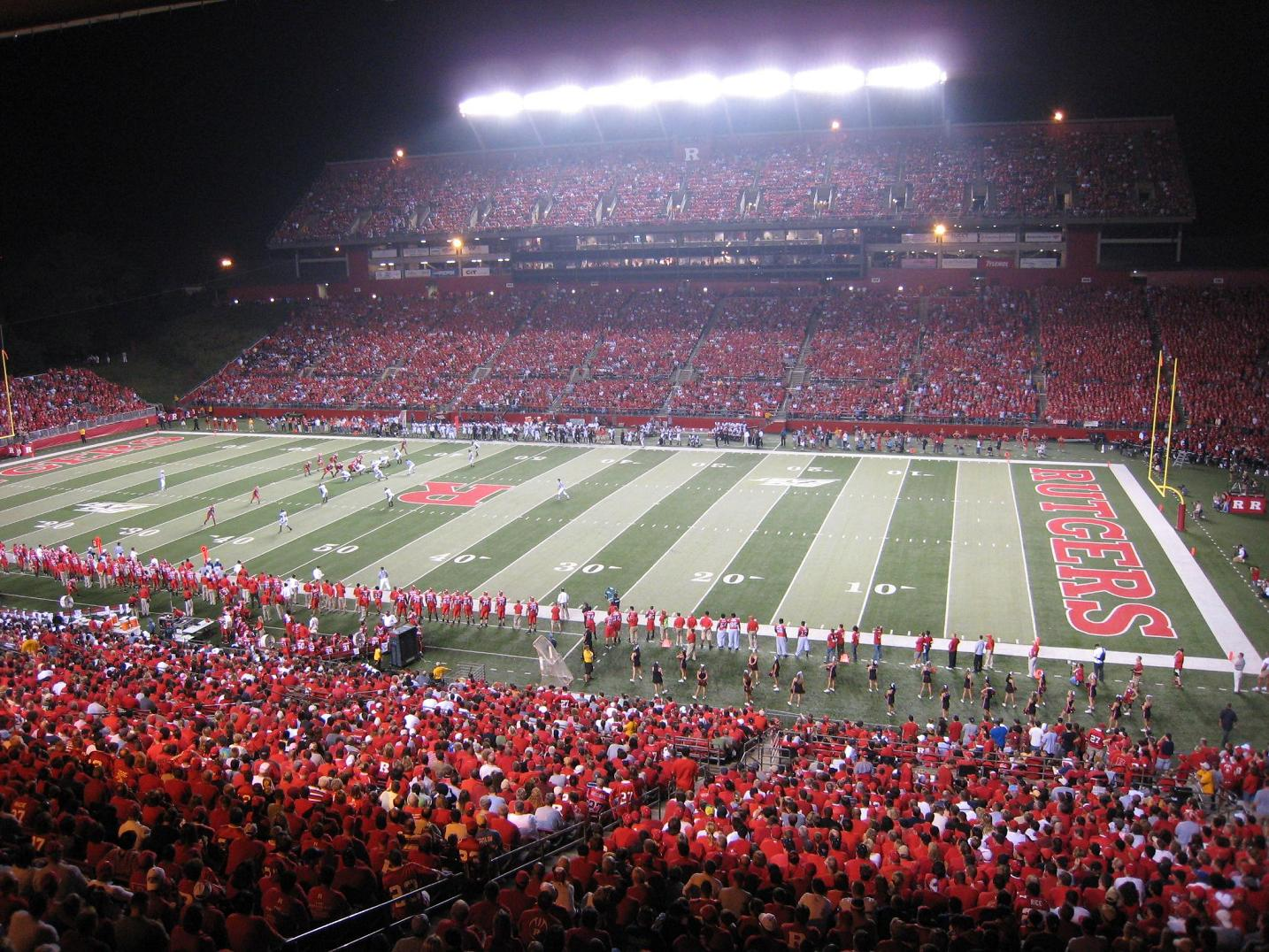
SHI Stadium.

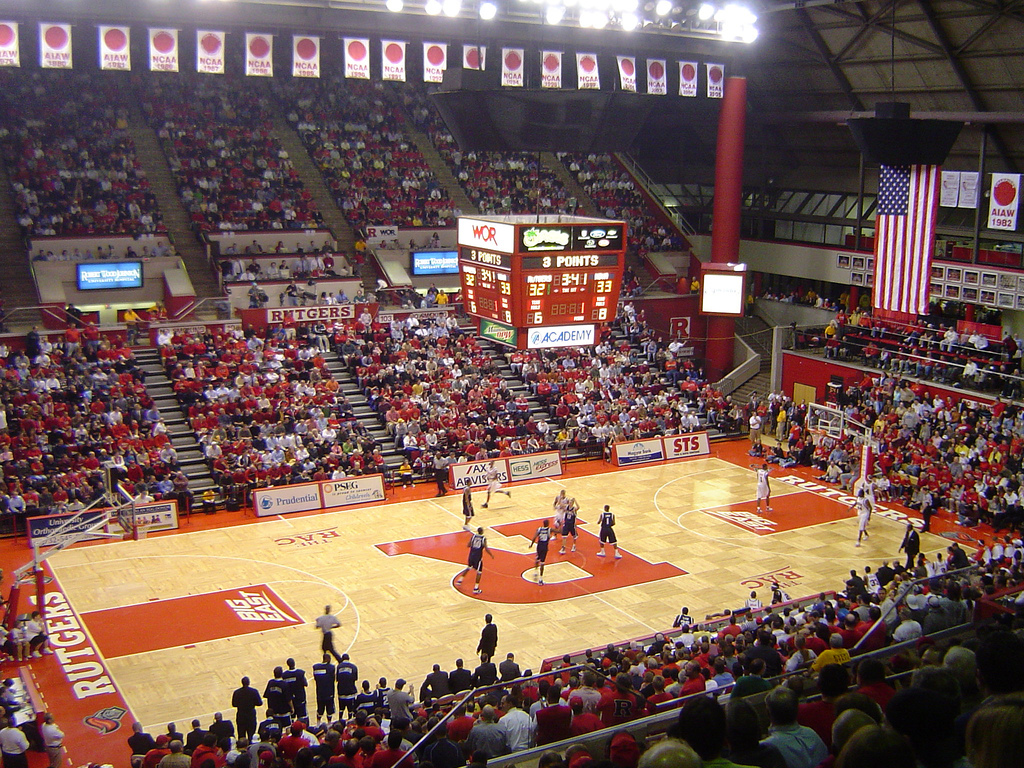
Rutgers Athletic Center.

| Mężczyźni - baseball - bieg przełajowy - futbol amerykański - golf - koszykówka - lacrosse - lekkoatletyka - piłka nożna - zapasy | Kobiety - bieg przełajowy - gimnastyka artystyczna - golf - hokej na trawie - koszykówka - lacrosse - lekkoatletyka - piłka nożna - pływanie - siatkówka - softball - tenis - wioślarstwo |

## Obiekty sportowe
- SHI Stadium – stadion futbolowy o pojemności 52 454 miejsc[1]
- Jersey Mike's Arena (znany również jako Rutgers Athletic Center) – hala sportowa o pojemności 8000 miejsc, w której odbywają się mecze koszykówki[2]
- Bainton Field – stadion baseballowy o pojemności 1500 miejsc[3]
- Yurcak Field – stadion piłkarski o pojemności 5000 miejsc[4]
- College Ave. Gym – hala sportowa, w której odbywają się mecze siatkówki oraz zawody w zapasach[5]
- Bauer Track and Field/Field Hockey Complex – stadion, na którym odbywają się zawody lekkoatletyczne oraz mecze hokeja na trawie[6]
- Rutgers Tennis Complex – korty tenisowe[7]
- Rutgers Softball Complex – stadion softballowy[8]
- Rutgers Aquatics Center – kryty basen z trybuną o pojemności 1200 miejsc[9]